# Generativ kunstig intelligens
 Ikke at forveksle med Kunstig generel intelligens.
Generativ kunstig intelligens (generativ AI, GenAI, eller GAI) eller kunstig generativ intelligens (AGI) er en delmængde af kunstig intelligens, der bruger store generative modeller til at producere tekst, billeder, videoer eller andre former for data.
Disse modeller lærer de underliggende mønstre og strukturer af deres træningsdata og bruger dem til at producere nye data
baseret på input, som ofte kommer i form af tekst-input.
Forbedringer i transformer-baserede dybe neurale netværk, især store sprogmodeller (LLM), muliggjorde et AI-boom af generative AI-systemer i begyndelsen af 2020'erne. Disse omfatter chatbots såsom ChatGPT, Copilot, Gemini og LLaMA; tekst-til-billede kunstig intelligens billedgenereringssystemer såsom Stable Diffusion, Midjourney og DALL-E; og tekst-til-video AI-generatorer såsom Sora. Virksomheder som OpenAI, Anthropic, Microsoft, Google og Baidu samt adskillige mindre firmaer har udviklet generative AI-modeller.
Generativ AI har anvendelser på tværs af en bred vifte af industrier, herunder softwareudvikling, sundhedspleje, finans, underholdning, kundeservice, salg og marketing, kunst, skrivning, mode og produktdesign.

## Politisk
Imidlertid er der blevet rejst bekymringer om det potentielle misbrug af generativ kunstig intelligens, såsom cyberkriminalitet, brugen af falske nyheder eller deepfakes til at bedrage eller manipulere mennesker og masseudskiftning af menneskelige job. Bekymringer om intellektuel ejendomsret eksisterer også omkring generative modeller, der er trænet i og efterligner ophavsretligt beskyttede kunstværker.
De teknologiske muligheder førte til at den danske regering i juni 2025 sammen med de fleste andre partier indgik en politisk aftale om at ændre ophavsretsloven i to hensender der begge sigtede mod at begrænse delingen af AI-billeder:
- "En generel beskyttelse mod virkelighedsnære, digitalt genererede efterligninger af personlige kendetegn"
- "En efterligningsbeskyttelse af udøvende kunstnere"

I den politiske aftale var tanken af deling af satiriske fremstillinger skulle være undtaget.